# Schizonycha livada
Schizonycha livada är en skalbaggsart som beskrevs av Clifford Hillhouse Pope 1960. Schizonycha livada ingår i släktet Schizonycha och familjen Melolonthidae. Inga underarter finns listade i Catalogue of Life.